# Diego de San Martín
Diego de San Martín fue un explorador y conquistador español, recordado por haber participado en las primeras expediciones de exploración en el estado de Jalisco; ser el fundador de varios asentamientos en la región. En 1520, formó parte de la expedición de Pánfilo de Narváez a Nueva España. Posteriormente, con Juan de Grijalva, sobrino de Pánfilo de Narváez, fue signatario de la “Carta del Ejército”, que probablemente descubrieron las montañas de Sierra Nevada que le pondrían el nombre de Grijalva. Diego de San Martín fue encomendero de los pueblos de Cópala, Tequila y Chapala, mismos que poseyó hasta su muerte poco después de 1530 a su regreso de España y de la toma de Tonalá, y que Nuño Beltrán de Guzmán le quitó a su viuda Elvira Ordóñez en favor de un criado suyo llamado Diego Díaz.
Murió alrededor de 1530.

## Familia
Diego de San Martín casó con Elvira Ordóñez. Tuvo tres hijos: Juana Velázquez, que casó con el Capitán Diego Vázquez de Buendía; Juan Michel, conocido como “El Montañés”, que nació por el año 1503 y casó con Catalina Mena; y Cristóbal de Ordóñez, conocido como "El Castellano". 
Casó en segundas nupcias con María Corral, quien al quedar viuda se casó con Antonio Gutiérrez.
|  |                                  |  |  |  |  |  |  |  |  |  |  |  |  |  |  |  |
|  | 2. Michel de Aloz, Mayor de León |  |  |  |  |  |  |  |  |  |  |  |  |  |  |  |
|  |                                  |  |  |  |  |  |  |  |  |  |  |  |  |  |  |  |
|  |                                  |  |  |  |  |  |  |  |  |  |  |  |  |  |  |  |
|  | 1. Diego de San Martín           |  |  |  |  |  |  |  |  |  |  |  |  |  |  |  |
|  |                                  |  |  |  |  |  |  |  |  |  |  |  |  |  |  |  |
|  |                                  |  |  |  |  |  |  |  |  |  |  |  |  |  |  |  |
|  | 3. Isabel de Haro                |  |  |  |  |  |  |  |  |  |  |  |  |  |  |  |
|  |                                  |  |  |  |  |  |  |  |  |  |  |  |  |  |  |  |
|  |                                  |  |  |  |  |  |  |  |  |  |  |  |  |  |  |  |